# Telmatactis rufa
Telmatactis rufa is een zeeanemonensoort uit de familie Isophelliidae.
Telmatactis rufa is voor het eerst wetenschappelijk beschreven door Verrill in 1900.